# 北条為昌
北条 為昌（ほうじょう ためまさ、永正17年（1520年） - 天文11年5月3日（1542年6月15日））は、戦国時代の武将。北条氏綱の三男。通称は彦九郎。
養子に北条綱成（ただし為昌より年長であり、養子縁組はなかったとする説もある）。養女に松田盛秀の妻。また、綱成実弟の北条綱房（福島勝広）も養子であったとする説もある。

## 人物
叔父の北条氏時が死去すると、跡を継いで12歳で玉縄城主となり、享禄5年（1532年）7月23日には朱印状を発行している。しかし元服前だったようで大道寺盛昌や（のちに養子となる）北条綱成などが補佐にあたっている。以後、武蔵国川越城、小机城、相模国三崎城などの城主・城代を務めた。
里見氏の天文の内訌の際には里見義堯への援軍として派遣されている他、山中合戦や入間川合戦でも父や兄、叔父の幻庵と共に参戦している。
また天文初年には、造営総奉行に任じられた大道寺盛昌、笠原信為とともに鎌倉鶴岡八幡宮の再建も行っている。なお、「為昌」の諱もこの信為・盛昌双方から1字を与えられて名乗ったものと思われる（特に盛昌は、元服の際の烏帽子親を務め、その後も後見人として為昌を補佐している）。

以後、寺社関連の日記にたびたび登場するが、天文8年（1539年）頃から名前が見えなくなり、この頃から病に臥していたと思われ、天文11年（1542年）に23歳で没した。法名は本光院殿竜淵宗哲禅定門。菩提寺として小田原に本光寺が建てられた。子がなかったため、綱成が為昌の養子となる形で家督を継いだ。為昌以降の家系を玉縄北条家という。
なお、かつては妻として養勝院（朝倉氏）がいると考えられていたが、彼女が綱成の実母であることが確認されたため、現在では不詳とされている。
一方で、小笠原康広の妻・種徳寺殿は為昌の娘が氏康の養女になったものと考えられている（小田原にあった為昌の菩提寺・本光寺が、種徳寺殿の手によって江戸・赤坂に移されて種徳寺と改名されているため）。